# کتیبه ایوان و دالان اولجایتو

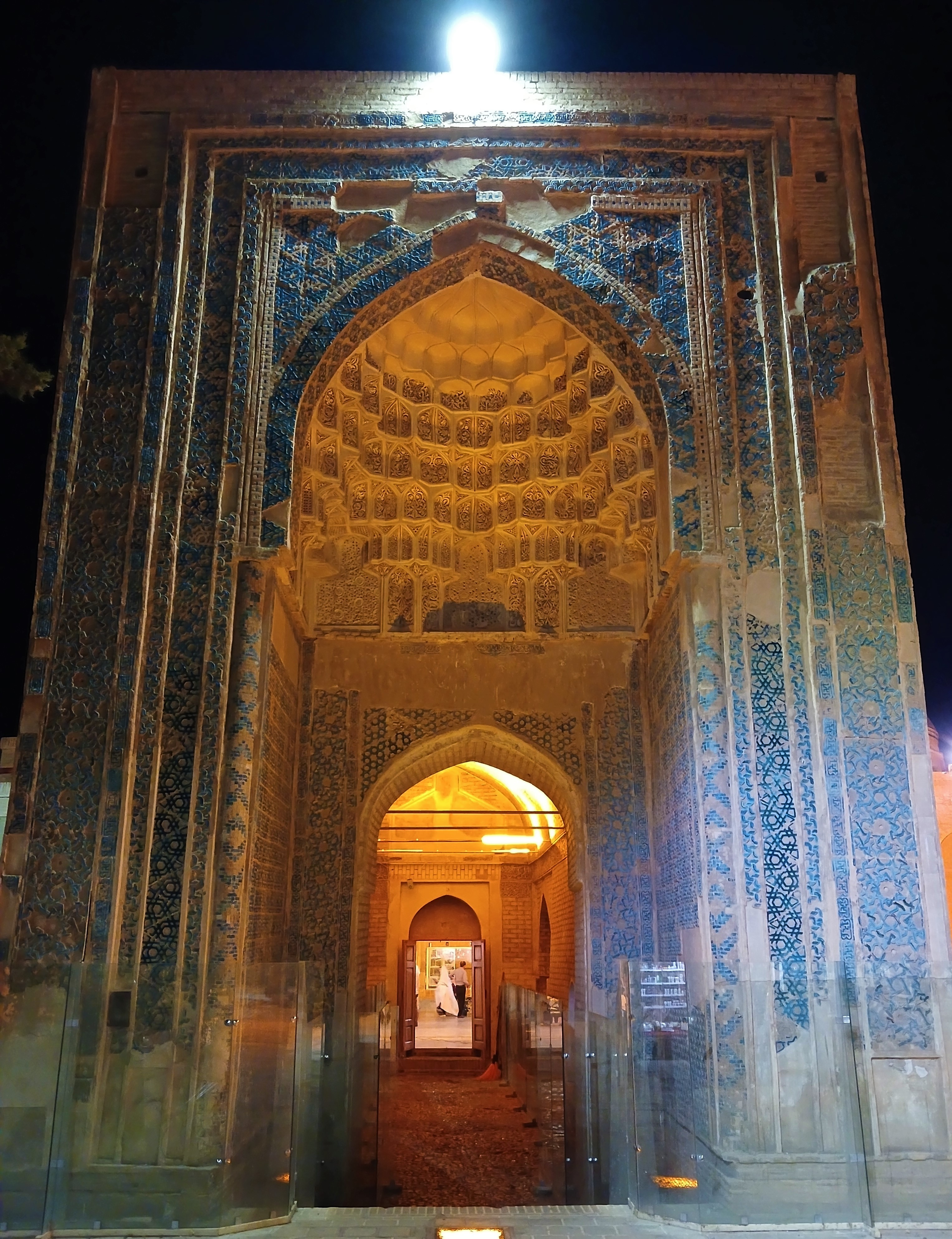
نمایی از ایوان و دالان اولجایتو

کتیبه ایوان و دالان اولجایتو یک کتیبه مربوط به دوره ایلخانی در بنایی به همین نام است که به‌فرمان سلطان محمد خدابنده اولجایتو در سال ۷۱۳ ه‍.ق (۱۳۱۳ یا ۱۳۱۴ م)، در بخش شرقی آرامگاه متعلق به بایزید بسطامی، صوفی و عارف نامدار ایرانی احداث گردید و کتیبه ذکرشده نیز برای یادبود احداث این بنا در دور دالان آن به زبان عربی و خط ثلث نقر شد. از آنجایی که این کتیبه به‌فرمان خود اولجایتو نوشته‌شده، منبع مناسبی برای درک ایدئولوژی شاهان متأخر ایلخانی محسوب می‌شود.
معروف است که سلطان اولجایتو ارادت ویژه‌ای به بایزید بسطامی داشت؛ به‌طوری‌که نام‌های سه تن از فرزندانش یعنی بسطام، بایزید و طیفور را از میان نام و لقب‌های این عارف مسلمان برگزید.

## محتوا
این کتیبه در میان نواری نسبتاً باریک از طرح‌های گیاهی تکرارشونده قرارگرفته و محتوای آن چنین است:
باسمه اعلی اتفقت عمارة هذا الایوان فی دولة السلطان الاعظم شاهنشاه المعظم سلطان السلاطین العرب و العجم سلطان ارض الله ناصر الدین الله حافظ بلاد الله عماد الدنیا و الدین غیاث الاسلام و المسلمین اعدل الملوک و السلاطین اسکندر ثانی خسرو ایران و توران سلطان اولجایتو محمد خدابنده خان خلد الله ملکه مادامت السماوات و الارضین هذه العماره بسعی شیخ الاعظم هادی اصناف الامم الخصوص من انام الله بالفضل و الکرم مقبول المجهور سلالة آل طیفور شرف الملة و الدین ناصح الملوک و السلاطین محمد بن فضل الله بن بایزیدی ادام الله برکاته عمل محمد بن الحسین جصاص الدامغانی غفر الله له و لوالدیه و الجمیع المؤمنین و المؤمنات فی سنة ثلث و عشر و سبعمائه
متن کتیبه به‌وضوح نشان می‌دهد که این بنا به درخواست محمد بن فضل‌الله بایزیدی، یکی از نوادگان بایزید بسطامی ساخته‌شده و از القاب به‌کار رفته برای او، مشخص می‌شود در نزد سلطان دارای ارج و احترام بوده‌است. نام معمار بنا نیز محمد بن حسین دامغانی ذکر شده‌است. این‌که نفوذ فرهنگ اسلامی و ایرانی در شاهان ایلخانی، به‌ویژه شاهان متأخر چه میزان بوده، مورد بحث است؛ زیرا منبعی به مغولی در این‌باره وجود ندارد و منابع فارسی و عربی موجود هم بیشتر بازتاب‌دهنده دغدغه‌های سیاسی، فرهنگی، مذهبی و تاریخی نویسندگان آن‌ها هستند. بنابراین وجود کتیبه‌ای که تحت نظارت و سلیقه خود سلطان ایلخانی نوشته‌شده، دارای اهمیت ویژه است.
مانند بیشتر کتیبه‌های مربوط به دوران اسلامی، کتیبه ایوان و دالان اولجایتو نیز دارای مجموعه‌ای از عناوین و القاب مذهبی و ارجاعات دینی است. بااین‌حال وجود چند واژه مرتبط با فرهنگ ایران پیش از اسلام در این کتیبه، آن را از حالت یک کتیبه صرفاً اسلامی خارج می‌کند. از جمله عناوین «شاهنشاه» و «خسرو ایران» که با عناوین و القاب داده‌شده به سلاطین ایلخانی در منابع ایرانی مطابق دارد. وجود نام «توران» که عموماً به اراضی فرارود و حتی فرای آن گفته می‌شده، در کنار یادکردن از سلطان ایلخانی به‌عنوان «اسکندر دوم» نیز در چارچوب اغراق در اقتدار و نفوذ فرمانروا در ادبیات درباری قرار می‌گیرد. این کتیبه، تنها کتیبه سلطنتی ایلخانی شناخته‌شده با مضامین آشکارا مرتبط به فرهنگ و سنت‌های ایران باستان است.